# ¡No te olvides de la canción!
¡No te olvides de la canción! fue un programa de televisión chileno que se basa en el popular formato inglés de Don't Forget the Lyrics!, que tiene sus propias versiones en más de 15 países como Canadá, Egipto, Francia, Italia, entre otros. El programa es presentado por Rafael Araneda. El programa se estrenó el día lunes 6 de agosto de 2012 a las 20:00, después de Yingo. 

## Formato
En este programa, al concursante sólo se le pide que complete letras de canciones en español. Se parte con nueve categorías, (ya sea de estilos, cantantes, etc.), el concursante debe elegir una. Al elegir una de éstas, salen dos canciones relacionadas con la categoría. El participante elige una y comienza a cantar. Cuando la música se detiene, debe decir la frase que continua y confirmarla. Para confirmar se debe decir ¡Me la juego con todo!. Después de cada respuesta correcta, el concursante puede seguir jugando, aumentando el pozo de dinero pero poniendo en peligro lo que ya se ha ganado, ya que las letras se ponen más difíciles o bien, salir del juego y llevarse a casa todo el dinero que él o ella ya ha ganado. Si el concursante sigue jugando y completa correctamente las nueve letras de canciones (una por categoría), a él o ella se le dará una canción final (sin elección del jugador) para que la cante (la parte que debe cantar es generalmente larga). Si el participante completa la letra final correctamente, él o ella gana el gran premio, que será de veinte millones de pesos chilenos ($20.000.000). 

### Comodines
En caso de que el participante no se sepa la letra de una de las canciones, éste posee de tres comodines que puede usar.
- Comodín de los amigos: el concursante presenta a dos amigos (o familiares), elige a uno de ellos y cantan la misma canción con la misma parte que hay que decir. El amigo (o familiar) puede dar una respuesta o bien, no saberse tampoco la letra. El participante puede entre aceptar la respuesta de su amigo, modificarla o mantener la suya (si tiene).
- Comodín de las 2 palabras: es cuando el concursante puede saber 2 palabras de la frase (siempre son 3 palabras o más). Él o ella dice un número (depende de la cantidad de palabras)y les sale la palabra en verde ya que éstas están correctas.
- Comodín de las 3 frases: al participante le muestran 3 frases que podrían complementar la canción, de las cuales solo una es la correcta. El participante elige una y pasa como su respuesta. Algunas palabras se ponen en verde ya que aparecen en la misma posición en las 3 frases, por lo tanto están correctas.

Cabe destacar que el paticipante puede modificar su respuesta cuando quiera, sin hacer uso de los comodines.

## Famosos invitados
- Gonzalo Egas
- Hotuiti Teao
- María de los Ángeles García
- Mey Santamaría
- Don Francisco
- Douglas
- Lorena Capetillo
- Nataly Chilet
- María Jimena Pereyra
- Ramón Llao
- Karen Paola
- Janis Pope
- Ariel Levy
- Mariana Marino
- Marisela Santibáñez
- Pablo Vargas
- Carla Jara
- Mariela Montero
- Claudio Valdivia
- Paul Vásquez
- Sabrina Sosa